# Aurora (Isabela)
Aurora is een gemeente in de Filipijnse provincie Isabela in het noordoosten van het eiland Luzon. Bij de laatste census in 2007 had de gemeente bijna 32 duizend inwoners.

## Geografie

### Bestuurlijke indeling
Aurora is onderverdeeld in de volgende 33 barangays:
| - Apiat - Bagnos - Bagong Tanza - Ballesteros - Bannagao - Bannawag - Bolinao - Caipilan - Camarunggayan - Dalig-Kalinga - Diamantina | - Divisoria - Esperanza East - Esperanza West - Kalabaza - Macatal - Malasin - Nampicuan - Panecien - Rizaluna - San Andres - San Jose | - San Juan - San Pedro-San Pablo - San Rafael - San Ramon - Santa Rita - Santa Rosa - Saranay - Sili - Victoria - Villa Fugu - Villa Nuesa |

## Demografie
Aurora had bij de census van 2007 een inwoneraantal van 31.547 mensen. Dit zijn 2.711 mensen (9,4%) meer dan bij de vorige census van 2000. De gemiddelde jaarlijkse groei komt daarmee uit op 1,25%, hetgeen lager is dan het landelijk jaarlijks gemiddelde over deze periode (2,04%). Vergeleken met de census van 1995 is het aantal mensen met 5.162 (19,6%) toegenomen.

De bevolkingsdichtheid van Aurora was ten tijde van de laatste census, met 31.547 inwoners op 115,56 km², 273 mensen per km².